# Marcin Grabowski (polityk)
Marcin Grabowski (ur. 6 kwietnia 1981 w Ostrołęce) – polski polityk, piłkarz, nauczyciel, urzędnik państwowy i samorządowiec, poseł na Sejm X kadencji.

## Życiorys
Grał w piłkę nożną na pozycji obrońcy. Trenował początkowo w klubach Narew Ostrołęka i MSP Szamotuły. Występował następnie kolejno w takich klubach jak Petro II Płock, VfB Annaberg, Orlen II Płock, Wigry Suwałki, Žalgiris Wilno, ŁKS Łomża, Znicz Pruszków, Korona Ostrołęka, Nadnarwianka Pułtusk, OKS 1945 Olsztyn, OKS 1945 II Olsztyn oraz Narew Ostrołęka.
Uzyskał licencjat z zarządzania i marketingu w Wyższej Szkole Menadżerskiej w Warszawie, a także tytuł zawodowy magistra na Wydziale Ekonomiczno-Socjologicznym Uniwersytetu Łódzkiego. Po studiach pracował jako nauczyciel wychowania fizycznego.
Dołączył do Prawa i Sprawiedliwości. W 2015 został wiceprzewodniczącym zarządu ostrołęckiego osiedla Stacja. W 2016 objął stanowisko kierownika delegatury Mazowieckiego Urzędu Wojewódzkiego w Ostrołęce. W wyborach samorządowych w 2018 został wybrany na radnego Sejmiku Województwa Mazowieckiego, startując z list PiS i otrzymując 23 896 głosów.
W wyborach parlamentarnych w 2023 kandydował do Sejmu z ósmego miejsca listy PiS w okręgu siedleckim; uzyskał mandat posła X kadencji, zdobywając 10 339 głosów.